# A Farewell to Kings
Albums de Rush
All the World's a Stage (album)
(1976) Hemispheres
(1978)
A Farewell To Kings est le cinquième album du groupe de rock progressif Rush, il est sacré disque d'or aux États-Unis en deux mois. Cet album est produit par Rush et Terry Brown.
Le titre A farewell to kings est un clin d'œil au roman d'Ernest Hemingway L'Adieu aux armes (A farewell to arms).
Le titre Xanadu est inspiré par un texte (Kubla Khan) écrit en 1797 par le poète anglais Samuel Taylor Coleridge. C'est aussi la seule chanson avec A Passage To Bangkok et Resist (en public) où Geddy Lee joue la guitare rythmique ; il utilise pour cette chanson la Rickenbacker 4080, deux manches.
Closer To The Heart est une des chansons les plus populaires de Rush.
Le texte de Cinderella Man est basé sur le film Mr. Deeds Goes To Town (L'Extravagant M. Deeds) de Frank Capra.
Madrigal est certainement le titre le plus calme du groupe pour cette période.
La suite épique Cygnus X-1 est inspirée par une observation astronomique laissant entendre que la constellation du Cygne abriterait un trou noir. Ce morceau trouvera son dénouement dans l'album suivant Hemispheres avec le titre conceptuel Cygnus X-1 Book II.

## Liste des titres
| No | Titre               | Durée |
| -- | ------------------- | ----- |
| 1. | A Farewell To Kings | 5:51  |
| 2. | Xanadu              | 11:08 |
| 3. | Closer To The Heart | 2:53  |
| 4. | Cinderella Man      | 4:21  |
| 5. | Madrigal            | 2:35  |
| 6. | Cygnus X-1          | 10:25 |

## Personnel
- Geddy Lee : basse, guitare 12 cordes, Minimoog, Pédales basse Moog Taurus, chant
- Alex Lifeson : guitares acoustique et électrique 6 & 12 cordes, guitare classique, pédales basse Moog Taurus
- Neil Peart : batterie, Cloches Tubulaires, Glockenspiel, Carillon éolien, Vibraslap, Triangle, Mokugyo

## Personnel additionnel
- Terry Brown : Narration sur "Cygnus X-1 Book I: The Voyage"

## Charts

### Album
| Année | Chart      | Position |
| ----- | ---------- | -------- |
| 1977  | Pop Albums | 33       |